# Леонид Ивашов
Леонид Григориевич Ивашов (на руски: Леони́д Григо́рьевич Ивашо́в) е съветски и руски военен деец (генерал-полковник в оставка) и общественик.
Генерал е от 23 февраля 1988 г. Експрт е по военна история, международни отношения, геополитика. Член е на известния руски тинк-танк „Изборский клуб“.

## Биография
Ивашов е роден в Кизил-Аскерски район, Фрунзенска област, Киргизка ССР, СССР на 31 август 1943 г. Потомък е на декабриста Василий Ива́шев (1797 – 1841).
Завършва Ташкентското висше общевойсково командно училище (1964) и Военната академия „М. В. Фрунзе“ в Москва (1974). Кандидат е на историческите науки с дисертация на тема „Достигане на военно-техническо превъзходство в годините на Великата отечествена война“ (1983) и доктор на историческите науки с дисертация „Еволюция на геополитическото развитие на Русия: исторически опит и уроци“ (1999).
Служи във войските, после е в централния апарат на Министерството на отбраната на СССР от 1976 г. Бил е началник на секретариата на министрите на отбраната маршалите Дмитрий Устинов и Сергей Соколов. Началник е на общата адчинистрация (управление делами) на Министерството на отбраната на СССР от 1987 г.
Началник е на Главното управление за международно военно сътрудничество на Министерството на отбраната на Русия от 1996 до 2001 г. Напуска държавната служба през юни 2001 г. Междувременно е секретар на Съвета на министрите на отбраната на държавите от ОНД (1992 – 1996) и началник на Щаба по координация на военното сътрудничество на държавите от ОНД от август 1999 г. 
Бил е професор в Московския държавен институт по международни отношения (университет) и Московския държавен лингвистичен университет. Председател е на Международния център за геополитически анализ, както и на недържавната Академия по геополитически проблеми от 2015 г.
Член е на Съюза на писателите на Русия от 1998 г. Автор е на 19 книги и повече от 700 статии. Публицист, пише стихове.
Бил е член на КПСС над 30 години и председател (2006 – 2008) на монархическата организация „Съюз на рускшя народ“. Член е на Висшия офицерски съвет на Русия. Дългогодишен председател е на „Общоруското офицерско събрание“ до май 2022 г. Член е на Генералния съвет на общоруската политическа партия „Партия на делото“ (Партия дела).
Самоиздига се като независим кандидат за длъжност президент на Русия на изборите през 2011 г., но му е отказана регистрация от ЦИК.
На 31 януари 2022 г. като председател на „Общоруското офицерско събрание“ публикува обръщение към президента и гражданите на Руската федерация „Навечерие на война“ (Обращение к президенту и гражданам Российской Федерации «Канун войны») против война на Русия с Украйна. Обвинява в подготовка на такава война правителството на Русия и президента Владимир Путин, когото призовава да подаде оставка.